# Eltxo cretaceus
Eltxo cretaceus är en tvåvingeart som beskrevs av Antonio Arillo och Nel 2000. Eltxo cretaceus ingår i släktet Eltxo och familjen gallmyggor.
Artens utbredningsområde är Spanien. Inga underarter finns listade i Catalogue of Life.